# Verim, Friande e Ajude
Verim, Friande e Ajude (llamada oficialmente União das Freguesias de Verim, Friande e Ajude) es una freguesia portuguesa del municipio de Póvoa de Lanhoso, distrito de Braga.

## Historia
Fue creada el 28 de enero de 2013 en aplicación de una resolución de la Asamblea de la República de Portugal promulgada el 16 de enero de 2013 con la unión de las freguesias de Ajude, Friande y Verim, pasando su sede a estar situada en la antigua freguesia de Friande.

## Demografía
| Gráfica de evolución demográfica de Verim, Friande e Ajude entre 2011 y 2021 |
|                                                                              |
| Datos según el nomenclátor publicado por el INE portugués.                   |